# Églises antéchalcédoniennes
Les Églises antéchalcédoniennes, ou préchalcédoniennes, ou encore non chalcédoniennes, sont les communautés du christianisme qui ne se sont pas ralliées au concile de Chalcédoine de 451 et se distinguent donc de la majorité des chrétiens à partir de cette date. Ces Églises se fondent historiquement, soit pour les « Églises des deux conciles » sur les conciles de Nicée (325) et de Constantinople (381), soit pour les « Églises des trois conciles » sur ces deux conciles ainsi que sur celui d'Éphèse (431).
Les Églises des trois conciles sont également nommées par certains auteurs et par elles-mêmes Églises orthodoxes orientales, au prix d'une confusion avec les Églises orthodoxes, qui sont chalcédoniennes : ces dernières adhèrent au concile de Chalcédoine. Certains appliquent aussi le terme d'Églises orthodoxes orientales aux Églises des deux conciles, qui pourtant n'utilisent pas l'adjectif « orthodoxe ». 
À l'inverse, les Églises qui acceptent le concile de Chalcédoine sont dites « chalcédoniennes ». Très largement majoritaires au sein du christianisme contemporain, celles-ci incluent notamment l'Église orthodoxe (ou Église des sept conciles), l'Église catholique (ou Église des 21 conciles) et la plupart des Églises issues de la Réforme protestante.

## Terminologie et définition
Les antéchalcédoniens font partie du christianisme oriental. Ils sont divisés en deux communautés, que l'on appelait traditionnellement « l'Église nestorienne et les Églises monophysites ». La dénomination la plus courante de ces deux groupes est devenue, respectivement, celle d'Églises des deux conciles et d'Églises des trois conciles. Cette définition est précisée, entre autres, par les historiens Hervé Legrand, Henri-Irénée Dalmais, Antoine Arjakovsky et Odon Vallet.
Aussi peut-on lire dans l'Encyclopædia Universalis que les Églises antéchalcédoniennes « sont elles-mêmes divisées en deux groupes : l'Église nestorienne et les Églises monophysites. L'Église nestorienne (aujourd'hui officiellement dénommée Église apostolique d'Orient) », qui « entend s'en tenir à la seule confession de foi de Nicée-Constantinople et récuse les décisions ultérieures, notamment le titre de Mère de Dieu (Théotokos) pour désigner la mère du Christ. Les Églises monophysites comprennent celles d'Égypte (copte), d'Arménie (Église apostolique grégorienne), de Syrie (jacobite) », ainsi que les communautés chrétiennes du sud de l'Inde et l'Église d'Éthiopie. « Ces Églises récusent les formulations christologiques de Chalcédoine, promulguées comme seules orthodoxes par la législation impériale byzantine. »
La première de ces deux communautés n'a accepté que les deux premiers conciles œcuméniques, d'où son appellation de « Églises des deux conciles » ; l'autre communauté en a accepté un troisième, d'où son nom de « Églises des trois conciles ».
Les unes et les autres récusent les formulations christologiques du concile de Chalcédoine (451), promulguées comme seules licites, ce qui leur vaut l'appellation d'« antéchalcédoniennes ». Le concile de Chalcédoine condamne le monophysisme, redéfinit la notion d'hypostase au sein de la Trinité divine et affirme l'existence de 
deux natures, divine et humaine, en la personne unique de Jésus-Christ.
Elles n'appartiennent pas à l'Église orthodoxe proprement dite mais sont en dialogue avec elle. Odon Vallet note à cet égard que les Églises antéchalcédoniennes « ont affirmé de nettes différences dogmatiques et ne sont donc pas orthodoxes ». Il ajoute : « Les Églises éthiopienne, égyptienne (copte), syrienne, assyrienne et arménienne sont dites non chalcédoniennes pour ne pas avoir accepté les décisions du concile d'Éphèse (431) sur Marie mère de Dieu ou celles du concile de Chalcédoine (451) sur l'égale et double nature humaine et divine du Christ. »
Le nombre précis des chrétiens antéchalcédoniens est difficile à évaluer. Cependant, Antoine Arjakovsky estime dans les années 2010 qu'ils représentent un total d'environ 60 millions de personnes.
Ils se sont parfois implantés en Asie, notamment en Inde (avec les communautés malabares) et dans l'est de la Chine, à Xian, pour les Églises des deux conciles, ou encore en Inde (avec les malankars) pour les Églises des trois conciles.

## Autres définitions
Les formulations christologiques du concile de Chalcédoine (451) promulguées comme seules licites dans l'empire byzantin, Antoine Arjakovsky dit que non seulement les Églises des trois conciles, mais aussi celles des deux conciles les récusent, ce qui leur vaut l'appellation d'« antéchalcédoniennes ». Selon le Concise Oxford Dictionary of the Christian Church, les attitudes à l'égard de la définition de Chalcédoine de l'Église dite nestorienne, située dans l’Empire perse des Sassanides et non affectée par les décrets de l'empire byzantin, étaient ambivalentes, en raison d'une compréhension différente du terme hypostase, ce qui est l'opinion aussi de Baum et Winkler, pendant que d'autres chercheurs affirment même que cette Église (qu'on appelle pré-éphésienne plutôt que pré-chalcédonienne), sans accepter le concile de Chalcédoine comme tel, en accepte la doctrine,,,.
Odon Vallet aussi classe l'Église assyrienne de l'Orient avec celles qui explicitement rejettent l'enseignement chalcédonien : « Les Églises éthiopienne, égyptienne (copte), syrienne, assyrienne et arménienne sont dites non chalcédoniennes pour ne pas avoir accepté les décisions du concile d'Éphèse (431) sur Marie mère de Dieu ou celles du concile de Chalcédoine (451) sur l'égale et double nature humaine et divine du Christ ».
Dans l'Encyclopædia Universalis, Irénée-Henri Dalmais et Hervé Legrand ne se prononcent pas sur cette question. Ainsi peut-on lire dans l'Encyclopædia Universalis que « les Églises dites préchalcédoniennes ou non-chalcédoniennes, ou encore, et de préférence, orientales anciennes [...] sont elles-mêmes divisées en deux groupes : l'Église nestorienne et les Églises monophysites. L'Église nestorienne (aujourd'hui officiellement dénommée Église apostolique d'Orient) [...] ». (En réalité, l'Église dite nestorienne est divisée depuis 1964 en deux Églises distinctes : l'Église assyrienne de l'Orient et l'Ancienne Église de l'Orient). L'Encyclopædia Universalis continue en disant que l'Église nestorienne « entend s'en tenir à la seule confession de foi de Nicée-Constantinople et récuse les décisions ultérieures, notamment le titre de Mère de Dieu (Théotokos) pour désigner la mère du Christ. Les Églises monophysites comprennent celles d'Égypte (copte), d'Arménie (Église apostolique grégorienne), de Syrie (jacobite) – avec les communautés chrétiennes de l'Inde du Sud qui se sont unies à celle-ci depuis le milieu du xviie siècle – et l'Église d'Éthiopie, étroitement liée, depuis les origines jusqu'au milieu du XVIIe siècle, à l'Église copte ainsi que les communautés chrétiennes du sud de l'Inde et l'Église d'Éthiopie, étroitement liée, depuis les origines jusqu'au milieu du XXe siècle, à l'Église copte. Ces Églises récusent les formulations christologiques de Chalcédoine, promulguées comme seules orthodoxes par la législation impériale byzantine ».
D'autres historiens n'incluent pas les Églises des deux conciles parmi les Églises orthodoxes orientales. C'est la vue de Christine Chaillot,, Gilbert van Belle, Jean-Marie Mayeur, John Anthony McGuckin, Jeffrey Gros, Leo F. Lefebure,Basile Valuet, Saïd Élias Saïd
Aussi Jean Delumeau, qui emploie l'expression « Églises orthodoxes non chalcédonienne », en exclut l'Église assyrienne.
C'est dans le sens indiqué par ces historiens que le terme « Églises orthodoxes orientales » est utilisé par les Églises elles-mêmes qui participèrent à la Conférence des Églises orthodoxes orientales d'Addis-Abeba en 1965, et qui s'opposent le plus fortement à la théologie des Églises des deux conciles (voir Dialogue entre les Églises des trois conciles et l'Église apostolique assyrienne de l'Orient).
C'est dans le sens indiqué par ces historiens que le Saint-Siège utilise ce terme en excluant les Églises des deux conciles des « Églises orthodoxes orientales, appelées aussi « nonchalcédoniennes » parce qu’elles ne reconnaissent pas le quatrième Concile œcuménique, [et] sont de trois grandes traditions : copte, syriaque et arménienne ».
Selon Jérôme Anciberro, l'Église assyrienne « n'utilise jamais le terme « orthodoxe » pour elle-même». L'appellation « Église orthodoxe orientale » ne se trouve pas entre celles qui sont appliquées à l'Église assyrienne par Dominique Letourneau Martin Baumann et Jörg Stolz, et Didier Giorgini
Dans le monde anglophone on fait une distinction entre les « Oriental Orthodox Churches », qui ne regroupent que les Églises des trois conciles (sans inclure celles des deux conciles) et les « Eastern Orthodox Churches », c'est-à-dire les Églises des sept conciles,.

## Apostolicité
La plupart des Églises antéchalcédoniennes revendiquent traditionnellement avoir été fondées par les premiers apôtres de Jésus de Nazareth ou des disciples directs de ceux-ci : Pierre à Antioche pour l'Église syriaque orthodoxe, Marc à Alexandrie pour l'Église copte orthodoxe, Barthélemy et Thaddée pour l'Église apostolique arménienne ou encore Thomas pour l'Église malankare orthodoxe syrienne du Kerala.

## Implantations et fidèles
La plupart des fidèles des Églises orthodoxes orientales vivent au XXIe siècle en Éthiopie, en Érythrée, en Égypte, en Syrie, au Liban, en Arménie et en Inde ; il existe d'importantes diasporas en Europe, en Amérique du Nord et Amérique du Sud ou encore en Australie. Selon Arjakovsky, qui considère les Églises dites des deux conciles comme Églises orthodoxes orientales, l'ensemble de toutes ces Églises représente environ soixante millions de fidèles. Jérôme Anciberro, selon lequel les « Églises des deux conciles » ne sont pas des Églises orthodoxes orientales, indique le nombre des fidèles de chaque Église des quatre catégories dans lesquelles il divise les Églises orientales (respectivement des 2, des 3, des 7 et des 21 conciles), avec une grande disparité entre les confessions, les plus petites ne comptant guère plus de quelques milliers de fidèles tandis que l'Église orthodoxe éthiopienne en dénombre près de quarante millions.
Le nombre précis des chrétiens antéchalcédoniens est difficile à évaluer. Cependant, Antoine Arjakovsky estime qu'ils représentent aujourd'hui un total d'environ 60 millions de personnes. Les croyants se sont parfois implantés en Asie, notamment en Inde (avec les communautés malabares) et dans l'est de la Chine, à Xi'an, pour les Églises des deux conciles, ou encore en Inde (avec les malankars) pour les Églises des trois conciles.

## Théologies
Les églises non chalcédoniennes ne sont pas en communion eucharistique avec les Églises orthodoxes (dites « des sept conciles). Des premières, celles qui s'inscrivent du côté de Cyrille d'Alexandrie (dont la théologie est rejetée par les églises dites des deux conciles, classées ici comme appartenant au premier groupe) s'opposent aux secondes - issues en partie de l'école antiochienne (comme les églises des deux conciles) mais aussi de la théologie occidentale, dont l'exposition par le pape Léon le Grand domina le Concile de Chalcédoine - qui parlent de deux « natures » du Christ, ce que les premières considèrent comme une division dans la personne du Christ, préférant évoquer une « physis de Dieu le Verbe incarné ». Les chalcédoniens redoutent qu'en suivant cette dernière expression, une des deux natures, divine et humaine, du Christ ne disparaisse, traitant alors leurs adversaires antéchalcédoniens de « monophysites » (« une seule nature ») qui les taxent eux-mêmes de « dyophysisme » (« deux natures »). Malgré les tentatives de conciliation de Jean d'Antioche pour rapprocher les positions par une formulation insistant sur l'unité personnelle des deux natures et essayant de résoudre, vingt ans plut tôt dans le Concile d'Éphèse, l'épineux problème de la « Théotokos » (mère de Dieu) concernant Marie, mère de Jésus, les considérations politiques clivant le patriarcat d'Alexandrie et celui de Constantinople l'emportent et le schisme s'opère à la suite du concile de Chalcédoine, divisant très profondément la chrétienté, ce qui aura des conséquences durables surtout en Orient au moment de l'essor de l'Islam.
Les Églises dites des deux conciles ou nestoriennes sont issues en plein de l'école d'Antioche et rejettent totalement, même aujourd'hui, la doctrine de Cyrille d'Alexandrie, y compris la définition qu'il a fait accepter par le Concile d'Éphèse qualifiant Marie comme mère de Dieu, définition acceptée aussi par les Églises chalcédoniennes. C'est pourquoi les Églises des deux conciles ne sont pas en communion eucharistique ni avec les Églises des trois conciles ni avec les Églises chalcédoniennes. Seulement à la fin du XXe siècle l'Église assyrienne décida, pour des raisons œcuméniques, d'omettre de ses livres liturgiques les traditionnels anathèmes et condamnations contre Cyrille d'Alexandrie.
Les Églises des deuxième et troisième conciles rejettent l'arianisme et reconnaissent les trois personnes divines, de par le premier concile de Nicée (325) et le premier concile de Constantinople (381). Elles sont « trinitariennes », mais les Églises des trois conciles ne s'accordent pas avec le christianisme majoritaire sur la question de la nature de Jésus-Christ telle que l'a définie le concile de Chalcédoine (451), pendant que les Églises des deux conciles acceptent les définitions du quatrième Concile œcuménique,,,.
Les distinctions traditionnelles liées à l'acceptation des conciles œcuméniques entre le premier (325) et le deuxième concile de Nicée (787) se sont estompées. Elles ont laissé place à une situation plus complexe, engendrée notamment par les rencontres œcuméniques qui ont prospéré au XXe siècle ainsi que par le phénomène de la mondialisation : « Le tracé [des lignes de partage] tient compte désormais à la fois du degré de réception de ces conciles par les Églises et du degré de reconnaissance de cette évolution mémorielle d'une Église par les autres Églises. »

## Églises des deux conciles
Les Églises des deux conciles ne reconnaissent que les deux premiers conciles œcuméniques : le Ier concile de Nicée (325) et le Ier concile de Constantinople (381).

### Premier concile
En 325, le Ier concile de Nicée condamne la gnose et l'arianisme. Il adopte le symbole de Nicée ainsi que la consubstantialité du Père et du Fils. Il fixe la date de Pâques. Il adopte également l'ordre des sièges patriarcaux Rome, Alexandrie, Antioche et Jérusalem.

### Deuxième concile
En 381, le Ier concile de Constantinople s'oppose à la négation de la divinité du Saint-Esprit et aux thèses de l'arianisme. Il adopte la consubstantialité de l'Esprit avec le Père et le Fils, qui figure dans le symbole de Nicée. Il attribue le 2e rang au siège patriarcal de Constantinople, reléguant Alexandrie au troisième rang.
Ces Églises se séparent du christianisme majoritaire à l'occasion du troisième concile, celui d'Éphèse (431), qui adopte une christologie selon laquelle Marie est appelée Mère de Dieu (Théotokos) et condamne Nestorius, d'où leur ancienne appellation de « nestoriennes » .
Elles comptent aujourd'hui, en tout, plus de 250 000 fidèles.

### Composition
Les Églises des deux conciles sont les suivantes :
- Église apostolique assyrienne de l'Orient
  - Église syrienne chaldéenne (ou malabare orthodoxe)
- Ancienne Église de l'Orient.

### Relations interconfessionnelles
L'Église apostolique assyrienne de l'Orient est aussi membre du Conseil œcuménique des Églises, sans être comptée comme appartenant au même groupe que les Églises des trois conciles.

## Églises des trois conciles

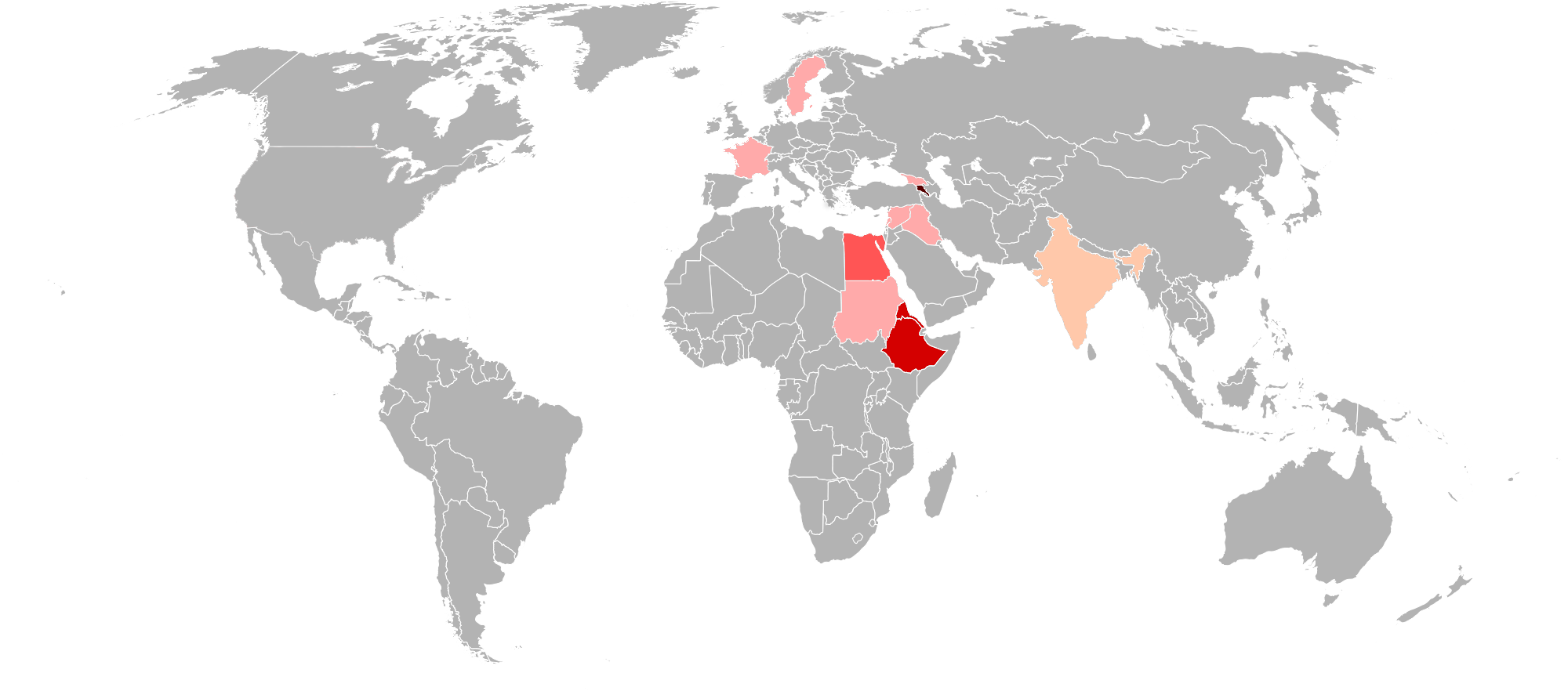
Répartition par pays des chrétiens des trois conciles :
Religion principale (plus de 75%)
Religion majoritaire (50% - 75%)
Religion minoritaire très importante (20% - 50%)
Religion minoritaire importante (5% - 20%)
Religion minoritaire (1% - 5%)
Religion très minoritaire (moins de 1%) mais ayant une Église autocéphale

Les Églises des trois conciles ne reconnaissent que les trois premiers conciles œcuméniques : le Ier concile de Nicée (325), le Ier concile de Constantinople (381) et le concile d'Éphèse (431).

### Troisième concile
En 431, le concile d'Éphèse adopte une christologie selon laquelle Marie est appelée Mère de Dieu et condamne Nestorius. En 433, on obtient par le symbole d'Éphèse l'adhésion du patriarche d'Antioche, mais pas de l'Église de Perse, origine des Églises actuelles qui ne reconnaissent que les deux premiers conciles œcuméniques.

### Quatrième concile
Ces Églises se séparent du christianisme majoritaire à l'occasion du quatrième concile œcuménique, celui de Chalcédoine (451), qui condamne la doctrine d'Eutychès selon lequel le Christ n'aurait qu'une seule nature, divine, la nature humaine étant en quelque sorte absorbée par la nature divine, doctrine dite des monophysites. Au contraire, le concile affirme ses deux natures, divine et humaine, en l'unique personne de Jésus-Christ, et adopte le symbole de Chalcédoine et la discipline des Sacrements.

### Composition
Les Églises des trois conciles réunissent un total d'environ 65 millions de fidèles.
Ces Églises sont les suivantes : 
- Tradition liturgique copte et guèze :
  - Église copte orthodoxe
  - Église orthodoxe éthiopienne (contestée par l'Église éthiopienne orthodoxe en exil de 1991 jusqu'à la réconciliation et l'union en 2018)
  - Église érythréenne orthodoxe
- Tradition liturgique syriaque orientale :
  - Église syriaque orthodoxe
    - Église syro-malankare orthodoxe

  - Église malankare orthodoxe
  - Église malabare indépendante
- Tradition liturgique arménienne :
  - Église apostolique arménienne.

### Relations interconfessionnelles
Durant des siècles, c'est l'éloignement voire la confrontation qui marquent les deux conceptions et il faut attendre la deuxième moitié du XXe siècle pour que s'opère un rapprochement dans ce qui apparaît comme un débat probablement plus sémantique que réellement théologique. Les Églises « orthodoxes orientales » (c'est-à-dire des trois conciles, donc pas les « orthodoxes des sept conciles » et l'Église apostolique assyrienne de l'Orient) se rencontrent en 1965 à Addis-Abeba (Conférence des Églises orthodoxes orientales d'Addis-Abeba), le premier concile voire synode conjoint depuis le Concile d'Éphèse en 431, de ces églises, qui depuis toujours se considéraient en communion mutuelle. Vingt ans plus tard, elles s'engagent avec les Églises des sept conciles dans un dialogue théologique, dont découlent en 1990 certains accords christologiques. Si la proposition a été faite de lever les anathèmes de la période byzantine, elle n'a pu encore trouver de concrétisation faute d'une réception dans l'ensemble des églises concernées, traduisant le manque actuel de leur unité de la foi. Même au niveau de théologiens, elle ne se sont pas engagées avec l'Église apostolique assyrienne de l'Orient (des deux conciles), que l'Église copte orthodoxe considère toujours comme nestorienne, donc comme hérétique,.
Les églises orthodoxes orientales des trois conciles entretiennent également des rapports et dialogues théologiques avec l'Alliance réformée mondiale, l'Église catholique et la Communion anglicane. En 1984, l'Église syrienne orthodoxe, représentée par Zakka Iwas Ier, et l'Église catholique romaine, alors dirigée par Jean-Paul II, signent une déclaration de foi commune.
Toutes les Églises des trois conciles sont membres du Conseil œcuménique des églises,.